# 대지초등학교 (경남)
대지초등학교는 대한민국 경상남도 창녕군 대지면 석리에 있는 공립 초등학교이다.

## 학교 연혁
- 1931년 4월 17일 대지공립보통학교 개교
- 1938년 4월 1일 대지공립심상소학교 개칭
- 1941년 4월 1일 대지공립국민학교 개칭
- 1996년 3월 1일 현재 교명으로 변경
- 1999년 9월 1일 대학초등학교 통합
- 2017년 2월 9일 제82회 졸업식(총 4,247명)
- 2017년 3월 1일 제33대 성수경 교장 취임

## 참고 자료
- 대지초등학교 - 한국교육학술정보원 학교알리미